# Полоз, Михаил Николаевич
Михаи́л Никола́евич По́лоз (настоящая фамилия По́лозов) (укр. Миха́йло Микола́йович По́лоз; 23 декабря 1891, Харьков — 3 ноября 1937, Сандармох, Карелия) — украинский советский политический и государственный деятель, революционер.

## Биография
Из дворян. Православного вероисповедания. Сын губернского секретаря, акцизного чиновника.
С юности участвовал в революционной деятельности. Уже в 1906 году был членом Харьковского союза учащейся молодёжи социалистов-революционеров, в 1908 году впервые подвергся аресту.
Имел незаконченное высшее образование. После окончания Харьковского реального училища поступил в Московский городской народный университет имени Петра Шанявского (1910—1912), затем был московским студентом Петровской сельскохозяйственной академии (1912—1915).
Участник Первой мировой войны 1914—1918. 
В мае 1915 года мобилизован в армию и с 30 мая 1915 года служил в нижних чинах в 1-м запасном телеграфном батальоне инженерных войск (г. Москва), 13 мая 1916 Высочайшим Приказом произведён в прапорщики. Был командирован в Московскую авиационную школу военного времени, обучался лётному делу. Выдержав испытания на звание «лётчик», с 27 ноября 1916 назначен на службу в 10-й авиационный отряд истребителей военно-воздушного флота русской армии, в составе которого с 6 декабря 1916 года в должности лётчика воевал на Румынском фронте, в полосе 6-й Армии.
С апреля 1917 — член украинской партии эсеров (УПСР), входил в состав ЦК партии. Представлял УПСР в Центральной раде.
В мае 1917 на Первом Всеукраинском военном съезде избран в украинский войсковой Генеральный комитет, впоследствии был представителем этого комитета при Временном Правительстве в Петрограде.
Член Всероссийского Учредительного Собрания; избран по Полтавскому избирательному округу от украинских социалистов-революционеров и эсеров.
Входил в левое крыло УПСР вместе с П. Любченко, В. Эллан-Блакитным, И. Михайличенко, С. Бачинским, А. Шумским и др., которое выступило за установление на украинских землях советской власти и против войны с Советской Россией.
М. Полоз совместно с другими членами левой фракции, установив связи с Совнаркомом России и Народным Секретариатом, принимал участие в подготовке восстания в Киеве, целью которого был роспуск Центральной рады, арест членов Генерального Секретариата Центральной рады Украинской Народной Республики и передача власти на Украине Совету рабочих, солдатских и крестьянских депутатов. План был разоблачен и Полоз вместе с другими участниками заговора арестован, но вскоре освобождён.
В начале 1918 года, при подходе к Киеву красногвардейцев М. Муравьева, арестован за связь с большевиками и приговорен к расстрелу, чудом спасся.
В январе—феврале 1918 года входил в состав украинской делегации в Бресте на сепаратных мирных переговорах с Германией и её союзниками (руководитель В. Голубович, Н. Левитский, Н. Любинский, А. Севрюк).
С августа 1919 года — один из руководителей Украинской партии социалистов-революционеров (боротьбистов).
В марте 1920 года вместе с П. Любченко выступил против самоликвидации партии. Из тактических соображений вступил в Коммунистическую партию (большевиков) Украины (КП(б)У). В 1923 году — делегат XII съезда РКП(б). В 1927—1934 — член ЦК КП(б)У.
С 1919 года входил в состав Правительства УССР, был одним из руководителей ВСНХ УССР. Позже — полномочный представитель УССР в Москве (1921—1923), член Совета труда и обороны, председатель Госплана Украины (1923—1925), нарком финансов УССР (1925—1930), заместитель председателя бюджетной комиссии ЦИК СССР (1930—1934).
Будучи специалистом лётного дела, заложил основы для развития гражданской авиации на Украине. Активно пропагандировал внедрение новых советских самолётов на авиалиниях СССР, в частности — самолёта К-5 производства Харьковского авиационного завода.

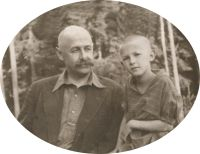
М. Н. Полоз с дочерью Радой. 1933.

12 января 1934 года был арестован органами НКВД, обвинён в принадлежности к «украинской войсковой организации — УВО» и попытке создать Украинскую буржуазно-демократическую республику, покушении на руководителей партии и правительства, осуждён на 10 лет лагерей и сослан на Соловки. Жена Полоза, как участница оппозиции Сталину, была арестована на год раньше мужа и осуждена с группой И. Н. Смирнова. Расстреляна в Магадане 17 ноября 1937 года.
9 октября 1937 года решением особой тройки УНКВД по Ленинградской области 1116 соловецких заключённых, в том числе и М. Н. Полоз, были приговорены к расстрелу.
Расстрелян 3 ноября 1937 года.
8 марта 1957 — посмертно реабилитирован.